# Chirostoma regani
Chirostoma regani је зракоперка из реда Atheriniformes и фамилије Atherinidae.

## Угроженост
Подаци о распрострањености ове врсте су недовољни.

## Распрострањење
Врста је присутна у Мексику.

## Станиште
Станиште врсте су слатководна подручја.